# Distretto di Acarí
Il distretto di Acarí è uno dei tredici distretti della provincia di Caravelí, in Perù. Si trova nella regione di Arequipa e si estende su una superficie di 799,21 chilometri quadrati.

Ha per capitale la città di Acarí e contava 3.899 abitanti al censimento 2005.